# Сердце зверя. Правда стали, ложь зеркал
«Се́рдце Зве́ря. Пра́вда ста́ли, ложь зерка́л» — роман в жанре фэнтези Веры Камши, первый том пятой книги цикла «Отблески Этерны». Произведение вошло в список номинаций основных премий на харьковском международном фестивале «Звёздный мост-2009». Действие начинается в Весенний Излом 400 года Круга Скал и завершается в 20 день Весенних Волн того же года.

## Сюжет
Мориски жгут Агарис. Они преисполнены веры в то, что город погряз в «скверне», и захватывают его за один день. Все магнусы Церкви казнены, кроме Аристида, который ушёл из города после смерти своего предшественника. Он вернулся со своим орденом в Агарис после его захвата, но Тергэллах отпускает его. Арлетта Савиньяк и Бертрам Валмон принимают делегацию представителей мятежных графств Эпинэ и берут контроль в провинции в свои руки. Олаф Кальдмеер и Руперт фок Фельсенбург возвращаются в Дриксен, но вскоре на них организовывается покушение дабы они не выступили на суде против сбежавших во время боя у Хексберг. Лионель Савиньяк обеспокоен продвижением войск Гаунау и Дриксен по территории Каданы. Нарушая правила Золотого Договора, он выдвигает свои войска наперерез возглавляемой дриксенским принцем Фридрихом армии и одерживает победу возле Ор-Гаролис.
Альдо назначает Окделла законником и тот отправляется в Багерлее для встречи со Штанцлером и Фердинандом Олларом. На следующий день Фердинанда находят повешенным в своей камере. Марсель Валме, используя поддельные письма Елены Урготской, заставил Альдо Ракана избавиться от бывшего короля, клятва которому удерживала Рокэ Алва от побега. После смерти Оллара Валме при помощи Марианны и призрака Вальтазара устраивает из Нохи побег Первому маршалу, физическое состояние которого напоминает неизвестную болезнь и оставляет желать лучшего.
В Фельпе сторонники Гайифской империи стараются не допустить вмешательства вольного города, Ургота и талигойской армии в свои интересы. Маршала Эмиля Савиньяка пытаются убить, но схваченные убийцы дают повод избавиться от подкупленных властей. Моряки Фельпа при поддержке Франчески Скварца устраивают переворот, а герцогом избирается Фоккио Джильди, Луиджи становится принцем. Валме даёт знать кардиналу Левию о судьбе Агариса. Рокэ отдаёт меч Раканов Окделлу, обставив всё как сон с участием Рамиро Алва. Окрылённый находкой и жаждущий заполучить силу предков, Альдо Ракан пытается использовать реликвии для вызова этой силы, но безуспешно. Вместе с Окделлом он отправляется в Ноху, подозревая в жезле Раканов, переданном Левием, фальшивку. Там в беседе с Катариной Оллар при очередном сравнении с Рокэ Алва, Альдо пробует подчинить Моро, но конь смертельно калечит всадника. Подоспевший Робер Эпинэ успевает застрелить скакуна, спасая жизнь Ричарду.
Пользуясь смертью правителя, власть пытается захватить группа дворян, но в скором времени их арестовывают по приказу Катарины Оллар. Королева, беременная от Фердинанда Оллара, до рождения сына становится регентом. Валме вместе с потерявшим сознание Рокэ уезжает из столицы в Савиньяк, так и не узнав о смерти Альдо. Луиза Арамона и Селина после землетрясения осели в небольшом городе. Но визиты выходцев побуждают их вернуться к войне и мистике Талига.
В родном имении Руперт, окончательно выздоровевший, встречается с принцессой Гудрун, которая предлагает от имени Фридриха сделку: Кальдмеер не обвиняет сбежавших во время баталии, а те в свою очередь на свои деньги восстанавливают флот. На севере армия Талига вступает в активное противостояние с дриксенским фельдмаршалом Бруно. Жермон Ариго отправляется на защиту форта Печальный Язык.

## Повествование
В ходе романа к рассказчикам прибавляются:
- Эмиль Савиньяк — граф Лэкдеми. Младший брат-близнец Лионеля, сын Арно Савиньяка и Арлетты, урождённой Рафиано. На начало цикла был в чине генерала кавалерии, участвовал в Варастийской кампании под началом Рокэ Алва. Участвовал в финальной стадии подавления бунта в Олларии во время Октавианских праздников. Перед отбытием Рокэ в Фельп получает звание маршала и принимает командование над армией, отправленной для войны с Бордоном.
- Лионель Савиньяк — глава семьи после смерти отца, Арно Савиньяка. На начало цикла командовал Личной охраной Их Величеств. В период участия Алвы в войне Фельпа с Бордоном был произведён в маршалы и переведён из столицы в Северную армию на границу с Каданой, где показал себя талантливым полководцем.

## Главы
Главы романа (во всём цикле) имеют названия высших арканов колоды Таро, которым даётся следующее трактование:
- «Башня» (La Maison Diev) — символизирует разрушение отжившего, его невозвратность; это конец существующей ситуации под влиянием внешних сил, осознание которого приходит через озарение. Рядом с хорошими картами означает окончание чёрной полосы в жизни, избавление от тяжелого груза. Эта же карта может означать и потерю счастья, хаос, утрату стабильности и безопасности. Перевёрнутая карта — зависимость от существующих обстоятельств, ограниченность возможностей. Вы вынужденно идёте старой дорогой, будучи не в силах ничего изменить.
- «Алхимия» (La Tempйrance) — символизирует обновление душевных и физических сил, умеренность, осмотрительность, соединение творческого и рассудочного, необходимость золотой середины. Карта означает стабилизацию в делах, успех, избавление от лишних эмоций, спокойствие и равновесие во взглядах, раздумье и, как следствие, выход на путь правильных решений и поступков. Выпадая после плохой, указывает на то, что в борьбе с неприятностями вас ждёт победа, добивайтесь её кропотливо и неуклонно. Карта говорит о необходимости гармонии между материальной и духовной составляющими, напоминает о том, что ко всему нужно относиться с выдержкой и терпением; не стоит слишком глубоко уходить в себя. Карта предвещает удачу предприятиям, успех которых зависит от сложной взаимосвязи многих различных факторов. Перевёрнутая карта — неправильный подход к жизни и окружающим, чрезмерная вспыльчивость, непредсказуемость, неразумные поступки, отвлечение на мелочи. Символизирует трудности и препятствия, связанные с отсутствием равновесия.
- «Маг» (Le Bateleur) — карта символизирует личность, обладающую во всей полноте физическими и духовными способностями. Это воля, способность и готовность совершить поступок, самовыражение, индивидуальность, мудрость, но и тирания, злоупотребление властью. Может означать достижение желаемого в доступных вам пределах. Перевёрнутая карта остаётся благоприятной — ситуация под контролем, будущее в ваших руках. Может означать неуверенность в себе, излишнюю скромность, отложенные «на потом» важные дела.
- «Правосудие» (La Justice)— символизирует развитие, поиск свободы и независимости, объективность, тяготение к порядку, зрелость и жизненный опыт, уравновешенность. Карта указывает на необходимость тщательной и непредвзятой оценки всех сторон дела, переосмысления жизненных ценностей. Может означать предстоящий суд (участие в конкурсе, соревнованиях), бумаги, договоры, правовую деятельность. При каждом действии нужно предвидеть противодействие, чтобы смягчить столкновение или его избежать. Перевёрнутая карта — столкновение с несправедливостью, неустойчивость характера, некомпетентность, озлобленность, обида, предвзятость, неадекватность самовыражения. Символ неправедного суда, осуждения по ложному обвинению, нестыковки, несбалансированности. Вам будут преподаны неприятные уроки, нужно смириться с неизбежностью.
- «Император» (L’Empereur) — олицетворяет людей зрелых, правильно выбравших путь, может указывать на человека рационального, энергичного, обладающего большой силой воли. Для мужчины это счастливая карта. Для женщины — признак сильного мужского влияния. Карта означает, что вы находитесь в поисках мудрости, рассудок преобладает над страстями; попытайтесь получить поддержку от более сильного. В раскладе символизирует власть духа, порядка и разума, осуществление идей бытия, основанное на усиленной работе разума. Это утверждение, отрицание, обсуждение, решение, авторитет, власть, защита, достижение цели, успех, иногда отеческие чувства. Также может предвещать достижение поставленных целей за счёт концентрации сил и контролируемой агрессии. Перевёрнутая карта — отрицание авторитетов, анархизм, неумение обуздать свои недостатки и пороки, невыполнение своих обязанностей, зависимость от сильных людей, признак слабости, неуверенности. Нет энергии на то, чтобы решать проблемы, ставить цели.
- «Колесо Фортуны» (La Roue de Fortune) — символизирует перемены к лучшему, мудрость, самосовершенствование, прогресс, начало нового цикла. Это полнота жизни, удача, разрешение проблем, закономерный успех. Возможно, в вашу судьбу вмешается счастливый случай. В более общем смысле «Колесо Фортуны» напоминает, что без падений не бывает взлётов. Чтобы стремительно подняться, порой необходимо спуститься вниз, пойти на определённые жертвы. Перевёрнутая карта — предрекает неблагоприятный поворот судьбы, неожиданный удар, провал, несчастный случай, но может означать и перемены к лучшему, только через очень длительное время. Ещё одно из возможных значений — сопротивление переменам.